# Bergfeld (Halver)
Bergfeld ist eine Hofschaft in Halver im Märkischen Kreis im Regierungsbezirk Arnsberg in Nordrhein-Westfalen (Deutschland).

## Lage und Beschreibung
Bergfeld liegt auf einer Höhe von 423 Meter über Normalnull an der Kreuzung der Landesstraßen L284 und L528 südlich des Halveraner Hauptorts auf der Wasserscheide zwischen den Flusssystemen der Wupper, der Volme und der Ennepe, die in einem Quellgebiet unmittelbar westlich der Hofschaft entspringt. Östlich entspringt der Windhager Bach, ein Nebenfluss der Kierspe. Ein Bergahorn im Ort ist als Naturdenkmal unter Schutz gestellt.
Nachbarorte sind  Burg, Auf der Mark, Hagebücherhöh, Wegerhof, Hohl und Schneehohl. 

## Geschichte
Bergfeld wurde erstmals 1469 urkundlich erwähnt, die Entstehungszeit der Siedlung wird aber für den Zeitraum zwischen 693 und 750 während der sächsisch-fränkischen Grenzauseinandersetzungen vermutet.
1818 lebten fünf Einwohner im Ort. Laut der Ortschafts- und Entfernungs-Tabelle des Regierungs-Bezirks Arnsberg wurde Bergfeld als Ackergut kategorisiert und besaß 1838 eine Einwohnerzahl von neun, allesamt evangelischen Glaubens. Bergfeld war Titularort der Bergfelder Bauerschaft innerhalb der Bürgermeisterei Halver und besaß ein Wohnhaus und zwei landwirtschaftliche Gebäude.
Das Gemeindelexikon für die Provinz Westfalen von 1887 gibt eine Zahl von 15 Einwohnern an, die in drei Wohnhäusern lebten.
An Bergfeld liefen zwei bedeutende Altstraßen vorbei, frühmittelalterliche (nach anderen Ansichten bereits frühgeschichtliche) Handels-, Pilger- und Heerwege. Zum einen unmittelbar am Ort auf der Trasse der heutigen Landesstraße L528 die Altstraße von Halver über Wipperfürth, Halver, Kierspe nach Meinerzhagen, der Hileweg, und zum anderen westlich von Bergfeld die Altstraße von Hagen nach Siegen.